# Zelotes gynethus
Zelotes gynethus är en spindelart som beskrevs av Chamberlin 1919. Zelotes gynethus ingår i släktet Zelotes och familjen plattbuksspindlar. Inga underarter finns listade i Catalogue of Life.